# Inocenc XI.
Blahoslavený Inocenc XI., rodným jménem Benedetto Odescalchi (16. května 1611 Como – 12. srpna 1689 Řím) byl od roku 1676 až do své smrti papežem katolické církve (1676–1689). V roce 1956 byl vyhlášen za blahoslaveného.

## Život
Asketický a bigotní katolík byl při volbě protežován francouzským králem Ludvíkem XIV., proti němuž se později postavil. Je znám jako papež chudých.
Je pohřben ve Svatopetrské bazilice v Římě, pod oltářem sv. Šebestiána, v nádherně ozdobeném hrobě.

## Encykliky
- Sollicitudo pastoralis
- Coelestis Pastor